# Orgullo, Pasión, y Gloria: Tres Noches en la Ciudad de México
Orgullo, Pasión, y Gloria: Tres Noches en la Ciudad de México (Orgulho, Paixão e Glória: Três Noites na Cidade do México в португальской версии) (с исп. — Гордость, страсть и слава: 3 ночи в Мехико) — концертное видео и альбом американской хэви-метал группы Metallica, записанный в стадионе Estadio GNP Seguros, Мехико 4, 6 и 7 июня 2009 года во время World Magnetic Tour. Предполагалось, что он будет выпущен только в Латинской Америке, но он также доступен в Северной Европе. Пластинка была выпущена в четырёх форматах:
- DVD, содержащий 19 треков
- Blu-ray
- Диджипак с DVD и двумя CD
- Делюкс-версия в футляре с двумя DVD-дисками и двумя компакт-дисками

В него также вошли интервью с участниками группы с титрами на испанском (и португальском для Бразилии). 22 сентября 2010 года в Японии была выпущена расширенная версия, содержащая 2 DVD и 2 SHM-CD.

## Список композиций

### DVD 1
- DVD, DVD/2CD, 2DVD/2CD, Blu-ray

| №                   | Название                   | Длительность |
| ------------------- | -------------------------- | ------------ |
| 1.                  | «The Ecstasy of Gold»      | 3:25         |
| 2.                  | «Creeping Death»           | 6:26         |
| 3.                  | «For Whom the Bell Tolls»  | 5:30         |
| 4.                  | «Ride the Lightning»       | 6:37         |
| 5.                  | «Disposable Heroes»        | 8:30         |
| 6.                  | «One»                      | 8:37         |
| 7.                  | «Broken, Beat & Scarred»   | 7:04         |
| 8.                  | «The Memory Remains»       | 5:06         |
| 9.                  | «Sad but True»             | 6:29         |
| 10.                 | «The Unforgiven»           | 6:17         |
| 11.                 | «All Nightmare Long»       | 7:49         |
| 12.                 | «The Day That Never Comes» | 7:56         |
| 13.                 | «Master of Puppets»        | 8:09         |
| 14.                 | «Fight Fire with Fire»     | 5:06         |
| 15.                 | «Nothing Else Matters»     | 7:13         |
| 16.                 | «Enter Sandman»            | 6:44         |
| 17.                 | «The Wait»                 | 4:25         |
| 18.                 | «Hit The Lights»           | 3:44         |
| 19.                 | «Seek & Destroy»           | 11:28        |
| Общая длительность: | Общая длительность:        | 2:06:35      |

### DVD 2
- 2DVD/2CD

| №                   | Название                  | Длительность |
| ------------------- | ------------------------- | ------------ |
| 1.                  | «That Was Just Your Life» | 7:05         |
| 2.                  | «The End of the Line»     | 7:50         |
| 3.                  | «Holier Than Thou»        | 3:56         |
| 4.                  | «Cyanide»                 | 7:01         |
| 5.                  | «Blackened»               | 6:13         |
| 6.                  | «Helpless»                | 4:29         |
| 7.                  | «Trapped Under Ice»       | 4:34         |
| 8.                  | «Turn the Page»           | 5:08         |
| 9.                  | «The Prince»              | 4:39         |
| 10.                 | «No Remorse»              | 4:33         |
| 11.                 | «Fuel»                    | 4:00         |
| 12.                 | «Wherever I May Roam»     | 6:53         |
| 13.                 | «Harvester of Sorrow»     | 5:52         |
| 14.                 | «Fade to Black»           | 7:26         |
| 15.                 | «...And Justice for All»  | 10:03        |
| 16.                 | «Dyers Eve»               | 4:43         |
| Общая длительность: | Общая длительность:       | 1:34:25      |

### CD 1
- DVD/2CD, 2DVD/2CD

1. «The Ecstasy of Gold» — 1:57
2. «Creeping Death» — 6:20
3. «For Whom the Bell Tolls» — 5:29
4. «Ride the Lightning» — 7:09
5. «Disposable Heroes» — 8:22
6. «One» — 9:05
7. «Broken, Beat & Scarred» — 6:48
8. «The Memory Remains» — 5:32
9. «Sad but True» — 7:05
10. «The Unforgiven» — 5:50

### CD 2
- DVD/2CD, 2DVD/2CD

1. «All Nightmare Long» — 8:04
2. «The Day That Never Comes» — 8:06
3. «Master of Puppets» — 8:13
4. «Fight Fire with Fire» — 6:48
5. «Nothing Else Matters» — 5:57
6. «Enter Sandman» — 8:18
7. «The Wait» — 4:16
8. «Hit the Lights» — 6:33
9. «Seek & Destroy» — 7:37

## Участники записи
- Джеймс Хетфилд — ведущий вокал, ритм-гитара
- Ларс Ульрих — ударные
- Кирк Хэмметт — соло-гитара, бэк-вокал
- Роберт Трухильо — бас-гитара, бэк-вокал

## Позиции в чартах
| Страна    | Организация       | Позиция | Сертификация  | Продажи |
| --------- | ----------------- | ------- | ------------- | ------- |
| Аргентина | CAPIF             | 2       | Платиновый    | 40,000+ |
| Бразилия  | Pro-Música Brasil | -       | 3× Платиновый | 90,000+ |
| Мексика   | AMPROFON          | 2       | Платиновый    | 60,000+ |